# トモコユメドリキララシジミ
トモコユメドリキララシジミ（学名：Deramas tomokoae）は、チョウ目（鱗翅目）アゲハチョウ上科シジミチョウ科に分類されるチョウの一種。フィリピン固有種。

## 分布
ミンダナオ島とレイテ島に分布しているが、いずれの地でも稀である。

## 形態
オスの前翅長は16-17mm。メスの前翅長は19-21mm。本属のチョウはよく似た種が多く、同定には注意を要する。オスの前翅・翅表第5、6室（個体によっては第4室にも）に緑青色斑が現れる。メスの前翅翅表には薄紫の細い帯が痕跡的に現れるが、後翅は褐色で模様らしきものはない。

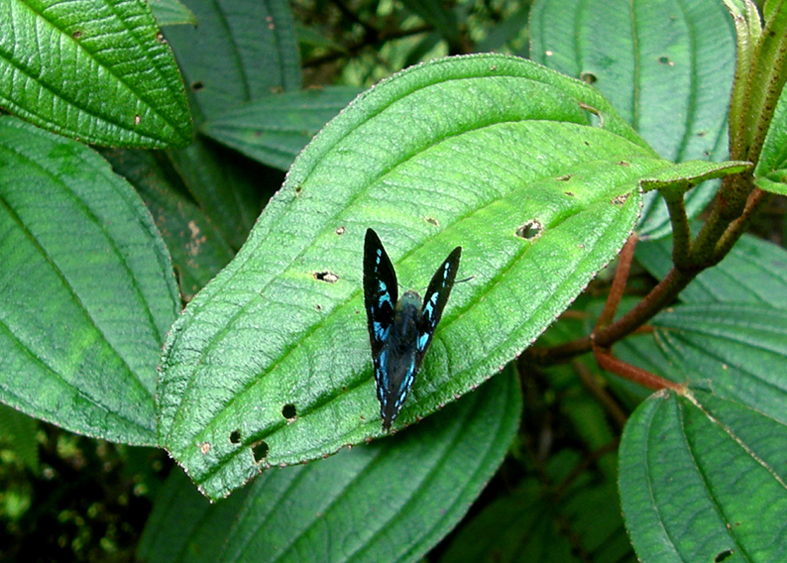
フィリピン、ミンダナオ島・アポ山中の成虫・オス
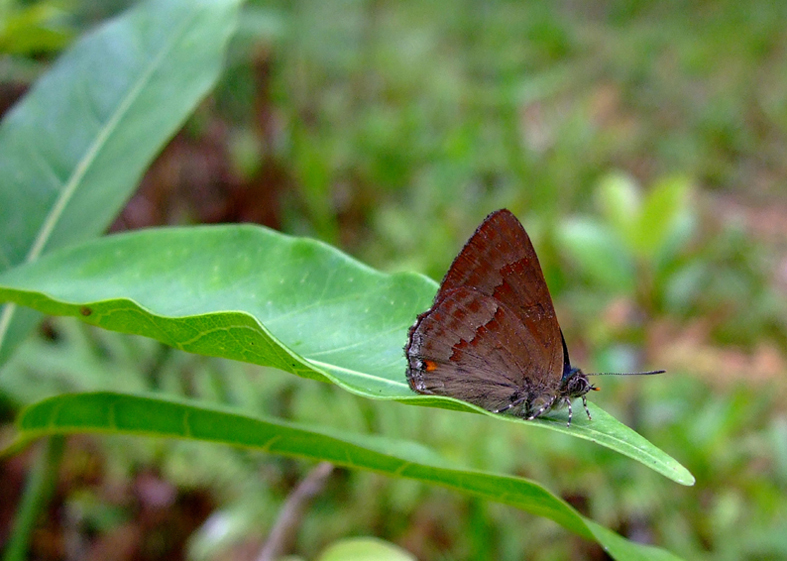
フィリピン、ミンダナオ島・アポ山中の成虫・オス

## 生態
中標高の山岳地帯で見られる。時には風に乗って飛翔するので、ポイントを見つけて飛来する個体を崖っ淵で待ち構えることがある。年数回、発生すると思われる。

種名の語源：命名者の妻、林緖子に因む。